# Jegi-dong
Jegi-dong là một dong, phường Dongdaemun-gu ở Seoul, Hàn Quốc.

## Tổng quan
Jegi-dong là một khu vực của Dongdaemun-gu. Gyeongdong Market và Dongseo Market - Nó còn được biết như là khu chợ truyền thống. Bạn có thể tìm thấy nhiều thảo mộc khô và các chất dùng cho thuốc cổ truyền Hàn Quốc.
Gần lối 2 của ga Jegi, có nhiều nhà hàng mang phong cách tự chọn. Giá của một bữa ăn đầy đủ đối với khách hàng quen dao động từ 6900 won cho đến 9500 won. 